# Билодо, Эмманюэль
Эмманюэль Билодо, фр. Emmanuel Bilodeau (род. 29 августа 1964, Халл, Квебек) — квебекский актёр и юморист
.

## Биография
Окончил школьное образование в Иезуитском колледже Квебека (Collège des Jésuites de Québec), получил бакалавриат в Монреальском университете в сфере права, с 1988 г. — член Коллегии адвокатов Квебека. В 1988—1992 гг. учился в Национальном театральном училище.
Сыграл многочисленные роли в кино, на телевидении и в театра, в том числе:
- 1993: главная роль в пьесе «Альфонс» Ваджди Муавада;
- 1999: Гамлет, театр «Зелёный занавес» (Монреаль), fr:Théâtre du Rideau Vert;
- 1999—2002: главная роль в пьесе «Визитёр», Théâtre des Gens d’en Bas;
- 2002: «Камни в его карманах», Театр Сен-Дени, fr:Théâtre Saint-Denis;
- 2005: Космо, «Восхищение», TNM;
- а также ряд других.

В 2010 завоевал приз за лучшую мужскую роль на Международном кинофестивале в Локарно за роль навязчивого сверхзаботливого отца в фильме «Кёрлинг» режиссёра Дени Коте.
В 2012 г. полностью отдал себя сфере юмора и завоевал множество положительных отзывов. 14 февраля 2012 г. дебютировал в качестве соведущего передачи fr:Couscous Comedy Show вместе с Анклфофи (fr:UncleFofi). Затем в июле 2012 г. участвовал в «Гала-шоу просто ради смеха» (Gala Juste Pour Rire), где изображал политика.

## Фильмография
- 1993: fr:La Princesse astronaute (телесериал): Vladimir
- 1994: fr:Si belles: Frisette
- 1994: fr:Ruth
- 1994: fr:C'était le 12 du 12 et Chili avait les blues: ermployé CN
- 1995: L’instit (телесериал): Patrick Lafontaine (épisode 5, saison 3: fr:Le Boulard)
- 1996: fr:Joyeux Calvaire: le fou aux fr:crucifix
- 1997: fr:Le Volcan tranquille (телесериал): Louis-Joseph Dessables
- 1997: fr:Les Bâtisseurs d'eau (телесериал)
- 1997: fr:Le Siège de l'âme: Jules
- 1998: fr:The Sleep Room: Dandain
- 1998: fr:Un 32 août sur terre de fr:Denis Villeneuve: le meilleur ami de Philippe
- 1999: fr:Quand je serai parti... vous vivrez encore de fr:Michel Brault
- 2000: fr:Gypsies (телесериал): Le Mur
- 2001: fr:Que faisaient les femmes pendant que l'homme marchait sur la Lune ?: Antoine
- 2001: fr:Si la tendance se maintient (телесериал): Benoît Drapeau
- 2001: fr:Un crabe dans la tête: Samuel
- 2002: fr:Le Nèg': Canard Plourde
- 2003: fr:Grande ourse (телесериал): Armand Laflamme
- 2003: fr:Gaz Bar Blues de fr:Louis Bélanger: Jocelyn
- 2004: fr:Bonzaïon
- 2004: fr:Le Golem de Montréal: François
- 2004: fr:Taking lives - destins violés (Taking Lives): Doctor
- 2004: fr:CQ2 (Seek You Too): Gabriel
- 2004: Camping sauvage: Ti-Caille
- 2004: fr:Le Sketch Show (телесериал): разные роли
- 2004: fr:Les Aimants: Manu
- 2004: fr:La Lune viendra d'elle-même: Lionel
- 2005: fr:Maman Last Call: Fernand (homme couple)
- 2005: fr:Les Moutons de Jacob
- 2006: По следам Игоря Рицци: Жильбер Маккой, «детектив»
- 2006: René Lévesque (мини-сериал): Рене Левек
- 2007: Bluff: Nico
- 2008: René: Le destin d’un chef (мини-сериал): René Lévesque
- 2008: fr:Blaise le blasé (телесериал): Gaétan-Gilbert Pyrowski (voix)
- 2008: fr:La Cache (телесериал): animateur
- 2010: fr:Ni plus ni moi (телесериал): Marc-Antoine Lecours
- 2010: fr:Belle-Baie (телесериал): Charles Paulin
- 2010: Кёрлинг: Jean-François Sauvageau
- 2011: Посылка: Michel Beaulieu